# Linru
Linru (kinesiska: 临汝, 临汝镇) är en köping i Kina. Den ligger i provinsen Henan, i den centrala delen av landet, omkring 110 kilometer sydväst om provinshuvudstaden Zhengzhou. Antalet invånare är 58 809. Befolkningen består av 29 350 kvinnor och 29 459 män. Barn under 15 år utgör 26,0 %, vuxna 15-64 år 66 %, och äldre över 65 år 7,0 %.
Genomsnittlig årsnederbörd är 686 millimeter. Den regnigaste månaden är september, med i genomsnitt 132 mm nederbörd, och den torraste är januari, med 6 mm nederbörd.